# Timòstenes
Timòstenes, en llatí Timosthenes, en grec antic Τιμοσθένης, fou un almirall grec nascut a l'illa de Rodes. Era l'almirall de la flota de Ptolemeu II Filadelf, que va regnar entre el 285 i el 247 aC, i podria haver exercit el càrrec cap a l'any 282 aC.
Va escriure una obra sobre ports anomenada περὶ λιμένων en deu llibres, copiada en bona part per Erastòtenes, i esmentada sovint per antics autors. Estrabó diu que Timòstenes també va escriure poesia.